# Läderbollar
Läderbollar (Mycenastraceae) är en familj av svampar. Läderbollar ingår i ordningen skivlingar, klassen Agaricomycetes, divisionen basidiesvampar och riket svampar.
Familjen innehåller bara släktet Mycenastrum.